# Kellanjärvi
Kellanjärvi är en sjö i kommunen Viitasaari i landskapet Mellersta Finland i Finland. Arean är 8 hektar och strandlinjen är 2 kilometer lång.  Den  ingår i Kymmene älvs huvudavrinningsområde.  Sjön ligger omkring 100 kilometer norr om Jyväskylä och omkring 340 kilometer norr om Helsingfors. 
I sjön finns öarna Koivusaari, Kukkulasaari och Heinäsaari. Kellanjärvi ligger söder om Kärnänjärvi. 